# Pierre de Fétigny
Pierre de Fétigny (Francia, 1330/1340 – Avignone, 5 novembre 1392) è stato uno pseudocardinale francese, creato dall'antipapa Clemente VII.

## Biografia
Nacque in Francia tra il 1330 ed il 1340.
L'antipapa Clemente VII lo elevò al rango di (pseudo) cardinale nel concistoro del 23 dicembre 1383.
Morì il 5 novembre 1392 ad Avignone.